# Manuel Rebelo
Manuel Rebelo, también como Manoel y Rebello, Rabello o Rabelo, (Avís, c. 1575 — Évora, 1647) fue un compositor y maestro de capilla portugués.

## Vida
Manuel Rebelo nació en Avís (entonces llamada Aviz) alrededor del año 1575.
Manuel Rebelo estudió con Manuel Mendes y, alrededor de 1596, fue nombrado maestro de capela de la Catedral de Évora, cargo que mantuvo hasta a su muerte, a pesar de los esfuerzos que realizó para jubilarse debido a la edad. En 1644 fue nombrado por el poeta Manuel de Faria e Sousa en Madrid como uno de los cuatro mejores compositores portugueses, siendo los otros tres: Manuel Mendes, Manuel Cardoso y Duarte Lobo. A 16 de abril de 1647 el rey Juan IV de Portugal le ofertó una dote para su sobrina.
Manuel Rebelo murió en Évora en el año de 1647, antes del 6 de noviembre.

## Obra
El índice de la librería musical del rey Juan IV (1649) lo menciona como compositor de una Misa de 12 partes; la Misa primi toni; cuatro misereres del 4.º tono para tres coros; 2 secuencias de la Ave Regina Coelorum, para cuatro y ocho voces, respectivamente; un Ave Virgo Gratiosa para seis voces; el salmo Omnes Gentes plaudite manibus, en ocho partes; Parce Mihi a seis voces; Laudate Dominum a tres voces; Quommodo Sedet Sola Civitas a 3 y a 5 voces; Domine Cuando Veritas a cuatro voces; y siete villancicos (uno de ellos en dialecto negro) para tres a ocho voces.
Su verso del Magnificat primi toni para cuatro voces sobrevivió (en Évora, Libro de Coro 3, atribuido a Manoel Rebelo). El Sanctus de su Misa a cinco partes está en el mismo libro de coro y está transpuesto para el modo dórico. Se trata de una música de considerable poder expresivo.